# Вестоби, Марк
Марк Вестоби (Mark Westoby; род. 21.09.1947, Хэйс, Англия) — британо-австралийский эколог, эволюционный эколог и эколог растений. Доктор философии (1973), эмерит-профессор кафедры биологических наук Университета Маккуори (Сидней), на которой трудился с 1975 года, член Австралийской АН (2009), Учёный Нового Южного Уэльса 2014 года. Лауреат BBVA Frontiers in Ecology and Conservation Biology Award (2020).
Окончил с отличием Эдинбургский университет (бакалавр экологических наук, 1970). Степень доктора философии по экологии дикой природы получил в Университете штата Юта (1973). В 1973-74 гг. исследовательский ассоциат в Корнелле у David Pimentel (scientist). С 1975 года на кафедре биологических наук Университета Маккуори, с 2017 года эмерит-профессор.
На протяжении длительного времени член Экологического общества Австралии (ESA).
Почётный иностранный член Американской академии искусств и наук (2017).
Отмечен Australian Award for University Teaching (2012), Clarke Medal (2005), золотой медалью Экологического общества Австралии (2003), Ralph Slatyer Medal от ANU (2017, первый удостоенный).
Автор 317 опубликованных статей в международных журналах.
Вдовец с 2009 года (был женат с 1974). Брат — Адам Вестоби (1944—1994).